# Никола Ванчев
Никола Петров Ванчев е български дипломат и филолог.

## Биография
Роден е в 1892 година в сярското село Горно Броди, тогава в Османската империя. Завършва Султанския лицей в Галатасарай в Цариград. Учи в юридическото училище Хукук мектеби в Солун.
През 1913 година, до Междусъюзническата война е служител в Българската земеделска банка в Сяр. Участва в Първата световна война като поручик от 39 пехотен полк. Награден е с орден „За храброст“, IV степен. Завършва право в Софийския университет.
От 1 юли 1920 до 1949 година работи в Министерството на външните работи и изповеданията (МВРИ). През 1921-1927 година е служител в българските легации в Прага, Варшава и Цариград, като от май 1925 година е управляващ легацията във Варшава. От края на 1927 година е служител в легацията в Рим, от април 1931 е консул в Одрин, а от 1933 година - консул в Цариград. По-късно, до септември 1942 година работи като легационен съветник в Анкара.
Като съветник в Консулско-стопанската дирекция на МВРИ през 1943 година заедно с трима свои колеги Ванчев съдейства за издаването на транзитни визи за евреи, преминаващи през България за Палестина, с което спомага за спасяването на над 1000 души.
От 1947 до 1948 година е пълномощен министър в Унгария, а в 1954 година е генерален консул в Цариград.
Никола Ванчев е един от съставителите на издадения в 1952 година „Турско-български речник“, заедно с Гълъб Гълъбов, Генчо Класов, Трайко Попов и Васил Шанов.
Умира в 1972 година.